# Grčke prefekture
Prefekture (grčki: νομοί,νομός, nomoi, nomos) su drugostupanjski oblik regionalne samouprave u Grčkoj. Ima ih 54, iz njih se ustrojavaju periferije (grčki: περιφέρειες), kojih ima ukupno 13, i koje su najviši oblik regionalne samouprave u Grčkoj. 
Nakon ustavnih reformi iz 1994. god. mnoge upravne ovlasti prebačene su s prefektura na periferije, ali i pored toga one su zadržale brojne upravne ovlasti, osobito na planu zdravstva i urbanizma. Prefekture su zakonski upravne jedinice središnje države. 
Prvi izbori za prefekte održani su 1994. god., prije toga prefekte je postavljala vlada.
| Br.                                     | Ime                                                                                             | Br.                           | Ime                           |
| --------------------------------------- | ----------------------------------------------------------------------------------------------- | ----------------------------- | ----------------------------- |
| 1. Periferija Atika                     | 1. Periferija Atika                                                                             | Periferija Jonski otoci       | Periferija Jonski otoci       |
|                                         | 1. Prefektura Atena 2. Prefektura Istočna Atika 3. Prefektura Pirej 4. Prefektura Zapadna Atika | 27.                           | Prefektura Krf                |
| 28.                                     | 1. Prefektura Atena 2. Prefektura Istočna Atika 3. Prefektura Pirej 4. Prefektura Zapadna Atika | Prefektura Kefalonija i Itaka |                               |
| 29.                                     | 1. Prefektura Atena 2. Prefektura Istočna Atika 3. Prefektura Pirej 4. Prefektura Zapadna Atika | Prefektura Lefkada            |                               |
| 30.                                     | 1. Prefektura Atena 2. Prefektura Istočna Atika 3. Prefektura Pirej 4. Prefektura Zapadna Atika | Prefektura Zakintos           |                               |
| Periferija Središnja Grčka              | Periferija Središnja Grčka                                                                      | Periferija Sjeverni Egej      | Periferija Sjeverni Egej      |
| 2.                                      | Prefektura Eubeja                                                                               | 31.                           | Prefektura Hij                |
| 3.                                      | Prefektura Euritanija                                                                           | 32.                           | Prefektura Lezbos             |
| 4.                                      | Prefektura Fokida                                                                               | 33.                           | Prefektura Samos              |
| 5.                                      | Prefektura Ftiotida                                                                             | Periferija Peloponez          | Periferija Peloponez          |
| 6.                                      | Prefektura Beocija                                                                              | 34.                           | Prefektura Arkadija           |
| Periferija Središnja Makedonija         | Periferija Središnja Makedonija                                                                 | 35.                           | Prefektura Argolida           |
| 7.                                      | Prefektura Halkidika                                                                            | 36.                           | Prefektura Korint             |
| 8.                                      | Prefektura Emacija                                                                              | 37.                           | Prefektura Lakonija           |
| 9.                                      | Prefektura Kilkis                                                                               | 38.                           | Prefektura Mesanija           |
| 10.                                     | Prefektura Pella                                                                                | Periferija Južni Egej         | Periferija Južni Egej         |
| 11.                                     | Prefektura Pieria                                                                               | 39.                           | Prefektura Cikladi            |
| 12.                                     | Prefektura Seres                                                                                | 40.                           | Prefektura Dodekanez          |
| 13.                                     | Prefektura Solun                                                                                | Periferija Tesalija           | Periferija Tesalija           |
| Periferija Kreta                        | Periferija Kreta                                                                                | 41.                           | Prefektura Kardisa            |
| 14.                                     | Prefektura Hania                                                                                | 42.                           | Prefektura Larisa             |
| 15.                                     | Prefektura Heraklion                                                                            | 43.                           | Prefektura Magnezija          |
| 16.                                     | Prefektura Lasiti                                                                               | 44.                           | Prefektura Trikala            |
| 17.                                     | Prefektura Retimno                                                                              | Periferija Zapadna Grčka      | Periferija Zapadna Grčka      |
| Periferija Istočna Makedonija i Trakija | Periferija Istočna Makedonija i Trakija                                                         | 45.                           | Prefektura Ahaja              |
| 18.                                     | Prefektura Drama                                                                                | 46.                           | Prefektura Etolija-Akarnija   |
| 19.                                     | Prefektura Euros                                                                                | 47.                           | Prefektura Elida              |
| 20.                                     | Prefektura Kavala                                                                               | Periferija Zapadna Makedonija | Periferija Zapadna Makedonija |
| 21.                                     | Prefektura Rodopi                                                                               | 48.                           | Prefektura Florina            |
| 22.                                     | Prefektura Ksanti                                                                               | 49.                           | Prefektura Grevena            |
| Periferija Epir                         | Periferija Epir                                                                                 | 50.                           | Prefektura Kastoria           |
| 23.                                     | Prefektura Arta                                                                                 | 51.                           | Prefektura Kozani             |
| 24.                                     | Prefektura Janjina                                                                              |                               |                               |
| 25.                                     | Prefektura Preveza                                                                              | a                             | Sveta Gora                    |
| 26.                                     | Prefektura Tesprocija                                                                           |                               |                               |